# Piotr Nowicki (menedżer)
Piotr Nowicki (ur. 1973) – polski menedżer ochrony zdrowia i wykładowca akademicki, z wykształcenia socjolog.

## Życiorys
Absolwent studiów w zakresie socjologii na Uniwersytecie Wrocławskim, studiów podyplomowych z zarządzania ochroną zdrowia w Akademii Medycznej im. Piastów Śląskich we Wrocławiu i MBA w Wyższej Szkole Bankowej we Wrocławiu. Pracował m.in. w dolnośląskim oddziale wojewódzkim Narodowego Funduszu Zdrowia i jako wicedyrektor do spraw restrukturyzacji Wojewódzkiego Szpitala Specjalistycznego we Wrocławiu. Nowicki był również asystentem Katedry Zdrowia Publicznego Uniwersytetu Medycznego we Wrocławiu.
Od 2006 do 2014 zastępca dyrektora ds. restrukturyzacji w Uniwersyteckim Szpitalu Klinicznym we Wrocławiu, następnie od marca 2012 dyrektor Samodzielnego Publicznego Szpitala Klinicznego nr 1 we Wrocławiu, którego restrukturyzację z powodzeniem przeprowadził (m.in. przenosząc oddziały do jednej siedziby) aż do włączenia szpitala w struktury USzK w grudniu 2017. Zaraz potem objął posadę dyrektora Opolskiego Centrum Onkologii w Opolu.
Po podjęciu w maju 2018 decyzji o restrukturyzacji podmiotów leczniczych Warszawskiego Uniwersytetu Medycznego był pełnomocnikiem ds. restrukturyzacji i zajmował się na tym stanowisku planem konsolidacji i restrukturyzacji trzech szpitali należących do tej uczelni. W lipcu tego samego roku został też pełniącym obowiązki dyrektora Samodzielnego Publicznego Centralnego Szpitala Klinicznego Warszawskiego Uniwersytetu Medycznego.
Do kwietnia 2019 był pełnomocnikiem ds. restrukturyzacji Instytutu Pomnik Centrum Zdrowia Dziecka w Warszawie, po czym wygrał konkurs na stanowisko dyrektora Szpitala Wojewódzkiego w Poznaniu, które objął 1 maja.